# Змішана команда на літніх Олімпійських іграх 1896
Результати спортсменів із різних країн, які змагались в парних і командних видах спорту на літніх Олімпійських іграх 1896, приписуються змішаній команді. На цих змаганнях вона отримала увесь комплект медалей в парному розряді з тенісу.

## Медалісти

### Золото
| Золото |                                           |                         |
| №      | Спортсмени                                | Вид спорту (дисципліна) |
| 1      | Джон Пій Боланд (GBR) Фрідріх Траун (GER) | Теніс (парний розряд)   |

### Срібло
| Срібло |                                                         |                         |
| №      | Спортсмени                                              | Вид спорту (дисципліна) |
| 1      | Діонісіос Касдагліс (GRE) Деметріос Петрококкінос (GRE) | Теніс (парний розряд)   |

### Бронза
| Бронза |                                         |                         |
| №      | Спортсмени                              | Вид спорту (дисципліна) |
| 1      | Джордж Робертсон (GBR) Тедді Флэк (AUS) | Теніс (парний розряд)   |

## Результати змагань

### Теніс
| Змагання      | Спортсмени                                              | Перший раунд                                                       | Півфінал                                                         | Фінал                                                                          |
| Змагання      | Спортсмени                                              | Суперник Результат                                                 | Суперник Результат                                               | Суперник Результат                                                             |
| ------------- | ------------------------------------------------------- | ------------------------------------------------------------------ | ---------------------------------------------------------------- | ------------------------------------------------------------------------------ |
| Парний розряд | Джон Пій Боланд (GBR) Фрідріх Траун (GER)               | Арістідіс Акратопулос (GRE) Константінос Акратопулос (GRE) виграли |                                                                  | Діонісіос Касдагліс (GRE) Деметріос Петрококкінос (GRE) виграли; 5-7, 6-3, 6-3 |
| Парний розряд | Діонісіос Касдагліс (GRE) Деметріос Петрококкінос (GRE) | Константінос Паспатіс (GRE) Євангелос Ралліс (GRE) виграли         | Джордж Робертсон (GBR) Тедді Флек (AUS)                          | Джон Пій Боланд (GBR) Фрідріх Траун (GER) програли; 7-5, 3-6, 3-6              |
| Парний розряд | Джордж Робертсон (GBR) Тедді Флек (AUS)                 |                                                                    | Діонісіос Касдагліс (GRE) Деметріос Петрококкінос (GRE) програли | не пройшли                                                                     |